# جیسون استیل (بازیکن فوتبال)
جیسون شان استیل (انگلیسی: Jason Sean Steele؛ زادهٔ ۱۸ اوت ۱۹۹۰) بازیکن فوتبال اهل انگلستان است. استیل در حال حاضر برای تیم فوتبال برایتون که  لیگ برتر بازی می‌کند 